# 1561 Fricke
1561 Fricke è un asteroide della fascia principale esterna. Scoperto nel 1941, presenta un'orbita caratterizzata da un semiasse maggiore pari a 3,203922 UA e da un'eccentricità di 0,130929, inclinata di 4,319423° rispetto all'eclittica. Ha un diametro di 25,352 km, un periodo di rotazione di 15,1533 ore e un'albedo di 0,063.
Fa parte della famiglia di asteroidi Hygiea.
L'asteroide è dedicato a Walter Fricke (1915-1988), direttore dell'Istituto di Calcolo Astronomico presso l'Università di Heidelberg.